# Homalozoa
Sous-embranchement
Les Homalozoa sont un sous-embranchement fossile d'échinodermes ayant vécu au Paléozoïque.

## Description et caractéristiques

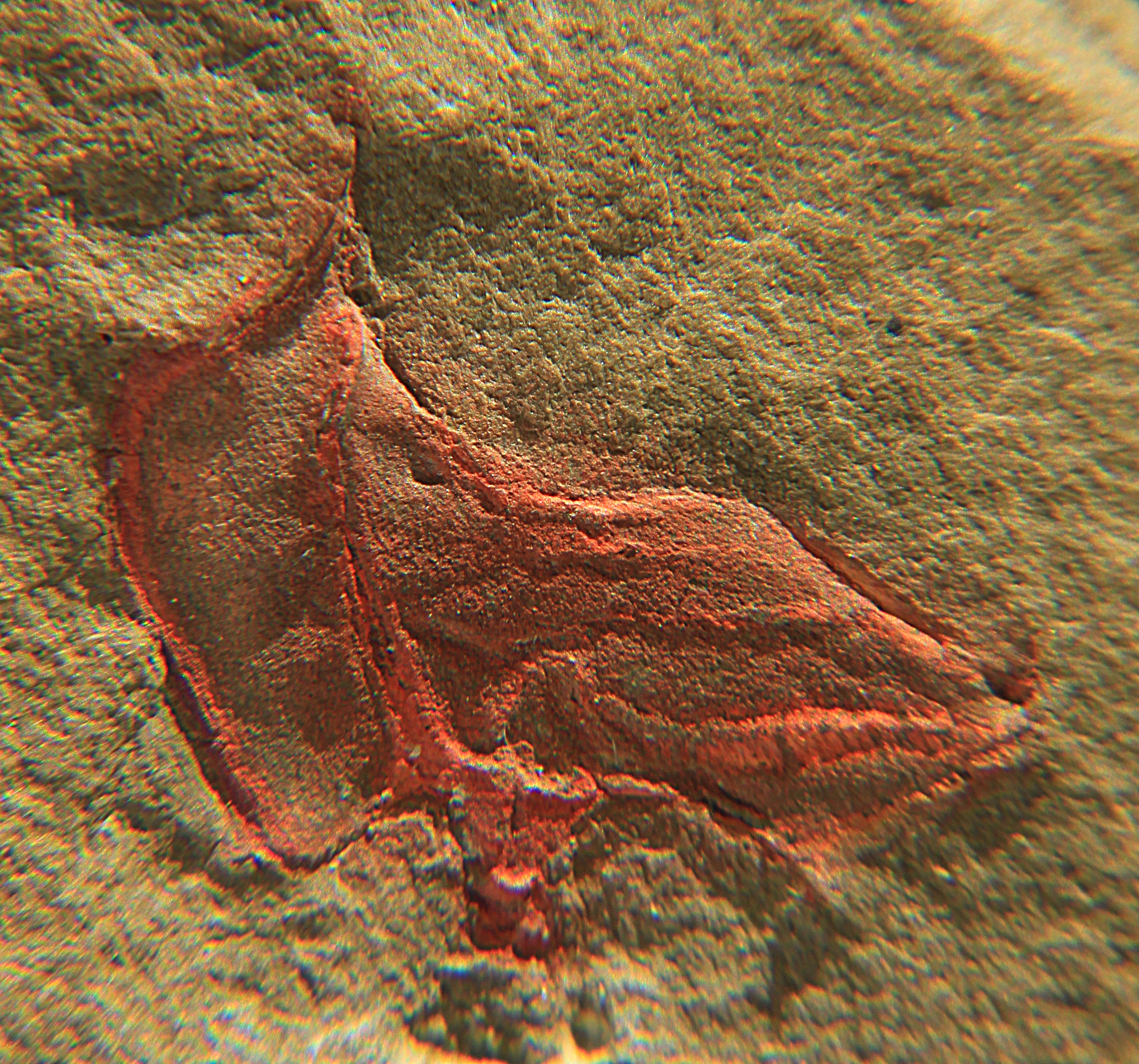
Fossile de Cothurnocystis elizae
(18 mm, début de l'Ordovicien, Maroc).

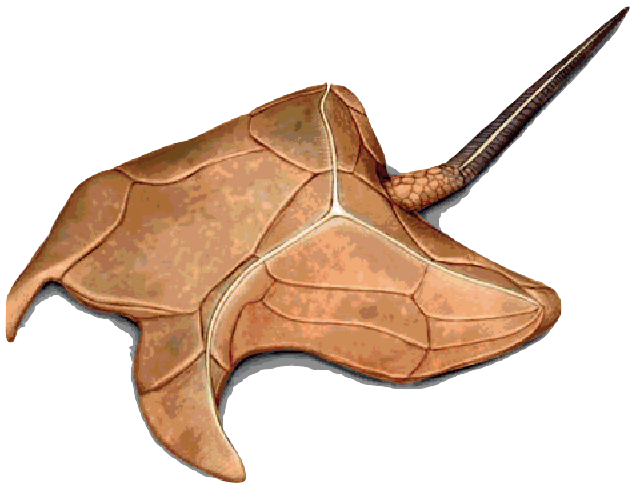
Tentative de reconstitution d'un Ceratocystis.

Les homalozoaires sont un groupe d'échinodermes à part, car ils ne sont pas organisés suivant la symétrie pentaradiaire qui définit classiquement ce groupe, mais sont parcourus par une symétrie bilatérale approximative, ou sont même asymétriques (Cornuta). En revanche, leur corps est bien structuré par un stéréome calcaire caractéristique, contrairement aux fossiles problématiques des Arkarua. Leur corps était constitué de plaques laissant plusieurs ouvertures de fonction inconnue (même la bouche et l'anus ne sont pas situés avec précision). Il était généralement de forme aplatie et muni d'un côté d'un long bras articulé appelé « aulacophore » (sauf chez les Ctenocystoidea, dépourvus d'appendices). Celui-ci était constitué de plaques de calcite emboîtées mais mobiles, parcourues par une dépression ambulacraire au milieu des deux premiers tiers ; sa fonction exacte est encore obscure (bras, pied, nageoire…).
Une étude française de 2003 suggère trois modes de vie différents suivant les sous-groupes : 
- un mode de vie épibenthique où la thèque est fixée au substrat (cornuta asymétriques, Diamphidiocystis) ;
- un mode de vie épibenthique où le bras est l'organe de fixation au substrat (cornuta symétriques, Peltocystis, Mitrocystitida primitifs, certains Kirkocystidae) ;
- un mode de vie infaunal où la thèque est enterrée dans le sédiment et légèrement inclinée, laissant dépasser le bras (quelques Kirkocystidae et Mitrocystitida).

Certains groupes comme les Lagynocystis auraient des modes de vie intermédiaires.

Croquis de fossile de Cothurnocystis (groupe des Cornuta).
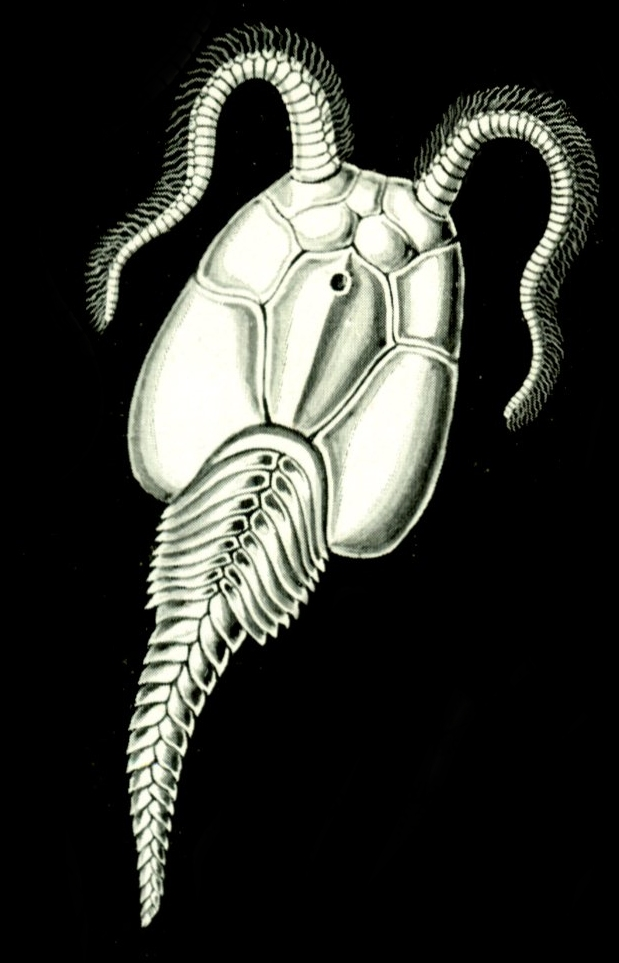
Un Enoploura balanoides, par Ernst Haeckel (vision d'artiste).
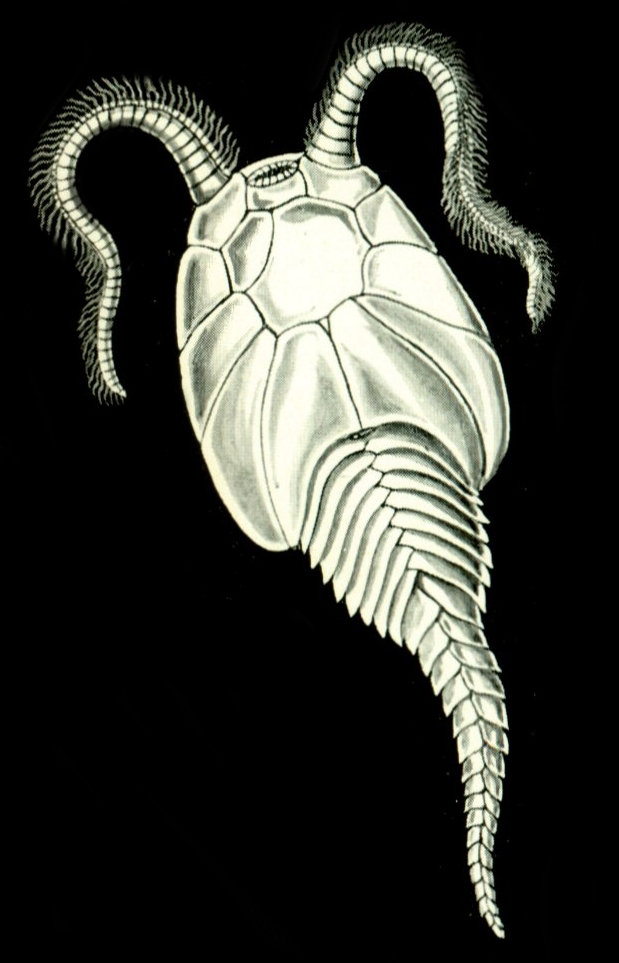
Le même animal en vue inférieure.
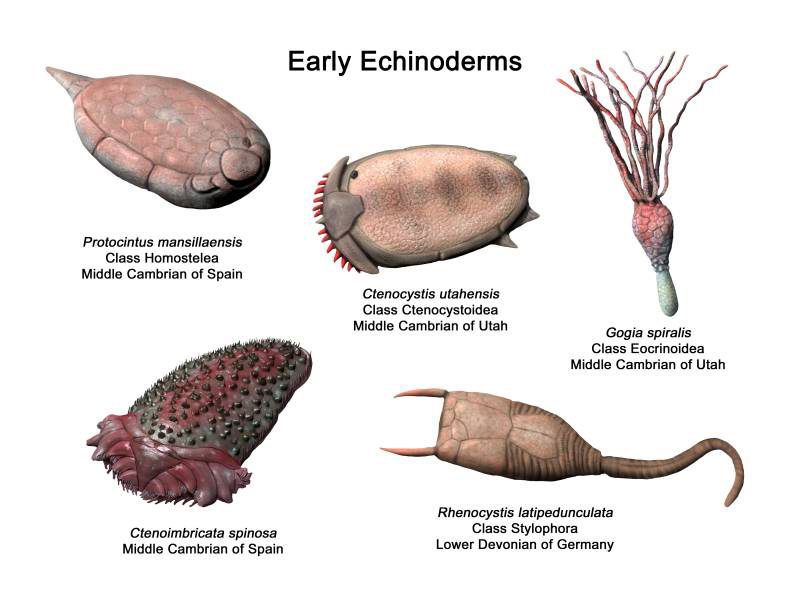
Quelques échinodermes paléozoïques, dont des homalozoaires, par Nobu Tamura (vision d'artiste).
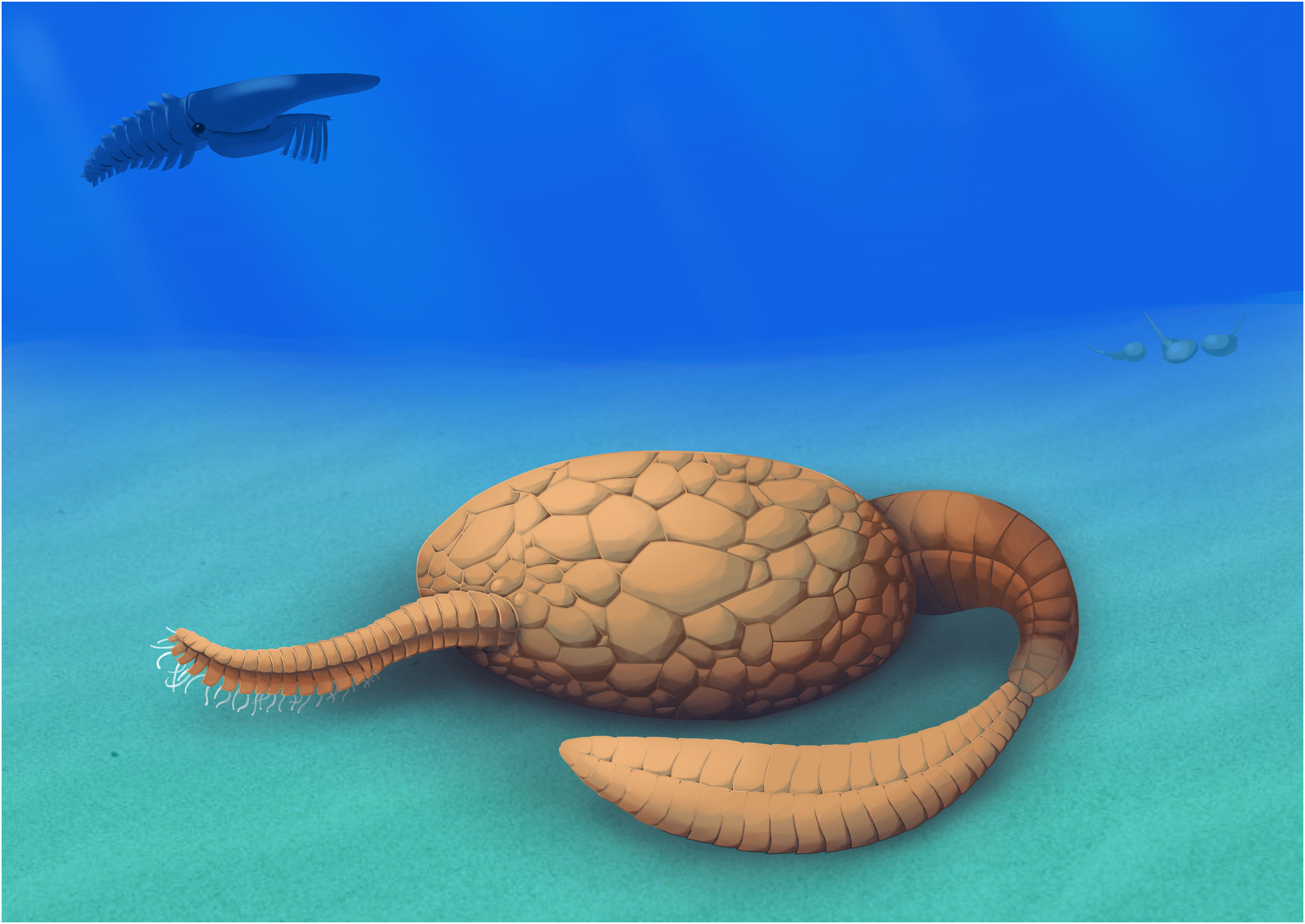
Reconstitution du solute Nimchacystis agterbosi (ordre des Syringocrinida)

## Registre fossile
Les fossiles classées dans ce groupe apparaissent durant le Cambrien inférieur, les Cornuta se trouvant de −510 Ma jusqu'à la fin de l'Ordovicien (−450 Ma) ; les Ankyroida apparaissent au début de l'Ordovicien (−480 Ma) et disparaissent à la fin du Carbonifère (−300 Ma).

## Phylogénie
Certaines classifications identifient jusqu'à douze familles et soixante genres, mais l'originalité du groupe et les lacunes du registre fossile ne permettent pas encore de statuer clairement.
Selon BioLib (27 décembre 2017) (sur la base de David et al. (2000)) :
- classe Ctenocystoidea Robison & Sprinkle, 1969 † (homalozoaires à cténoïde)
  - ordre Ctenocystida Robison & Sprinkle, 1969 †
- classe Homoiostelea †
  - ordre Soluta Jaekel, 1901 † (solutes)
- classe Homostelea †
  - ordre Cincta Jaekel, 1918 † (cincta)
- classe Stylophora Gill & Caster, 1960 † 
  - ordre Cornuta Jaekel, 1901 † (cornutes)
  - ordre Mitrata Jaekel, 1918 † (mitrates)

Cette phylogénie ne fait cependant pas l'unanimité. Les classifications opposent souvent les Cornuta et Ankyroida, ou les Mitrata et les Stylophora, ou encore Stylophora, Soluta, Cincta et Ctenocystoidea. Certaines études récentes suggèrent que ce groupe serait paraphylétique.
Bien que les paléontologues s'accordent généralement à voir dans les Homalozoa un groupe basal des échinodermes (vu leur corps composé de plaques de calcite emboîtées formées en stéréome), certains y voient aussi, du fait de l'absence de symétrie pentaradiaire, un groupe basal des chordés.

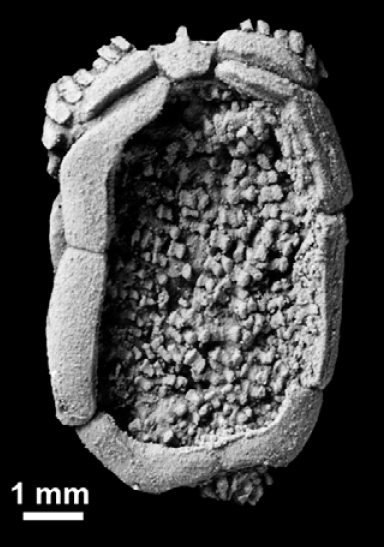
Ctenocystis (Ctenocystida).
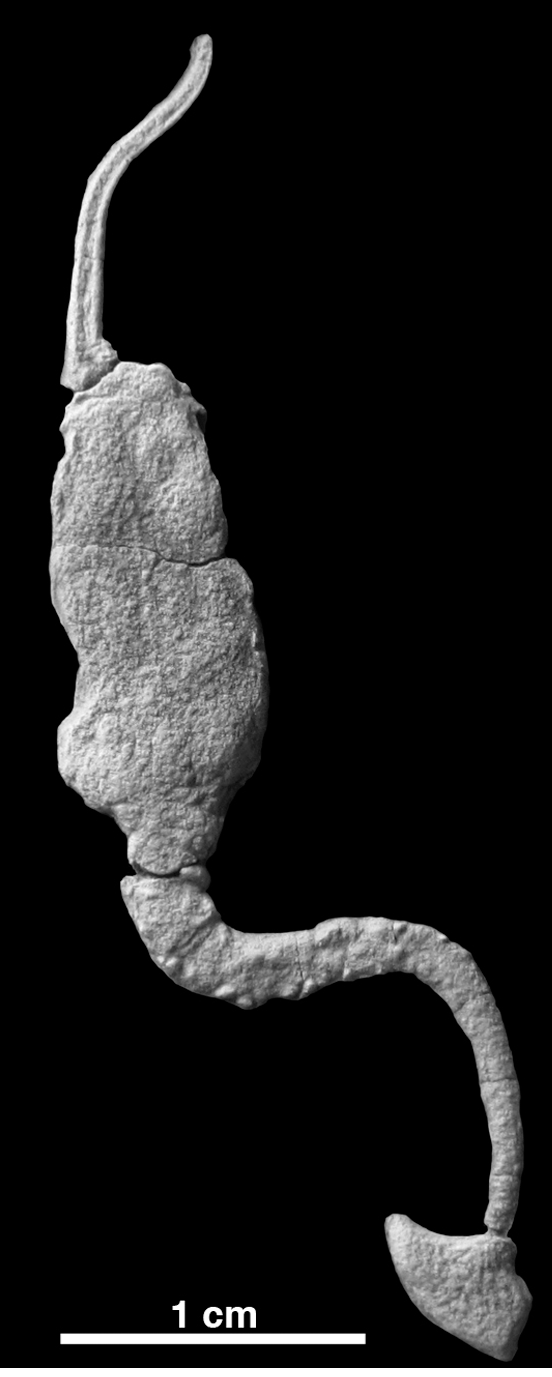
Coleicarpus (Soluta).
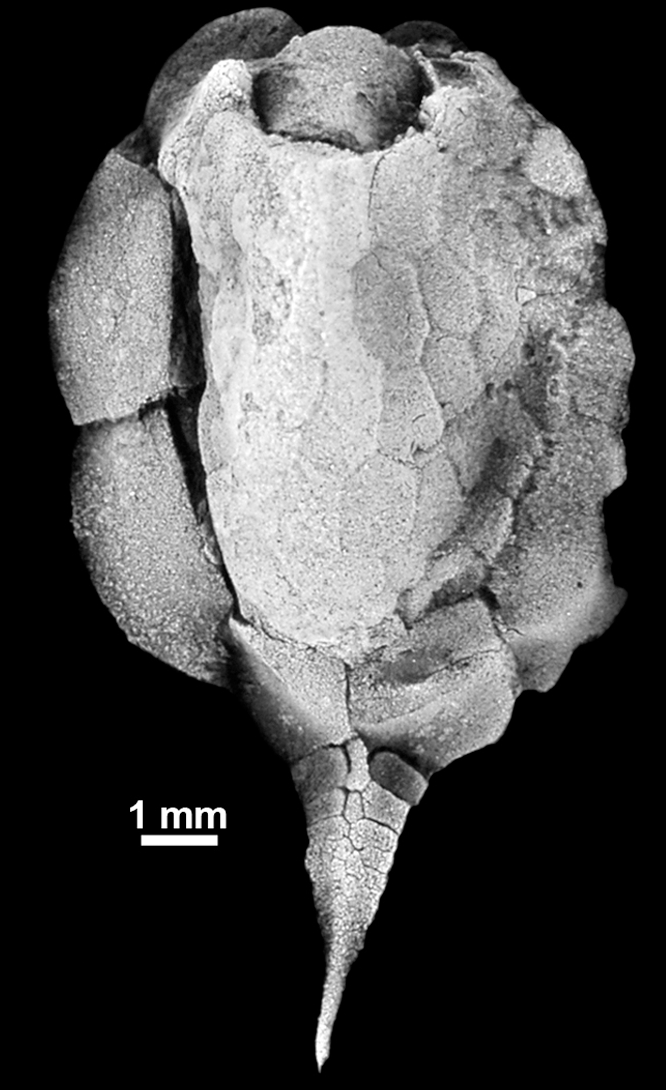
Gyrocystis (Cincta).
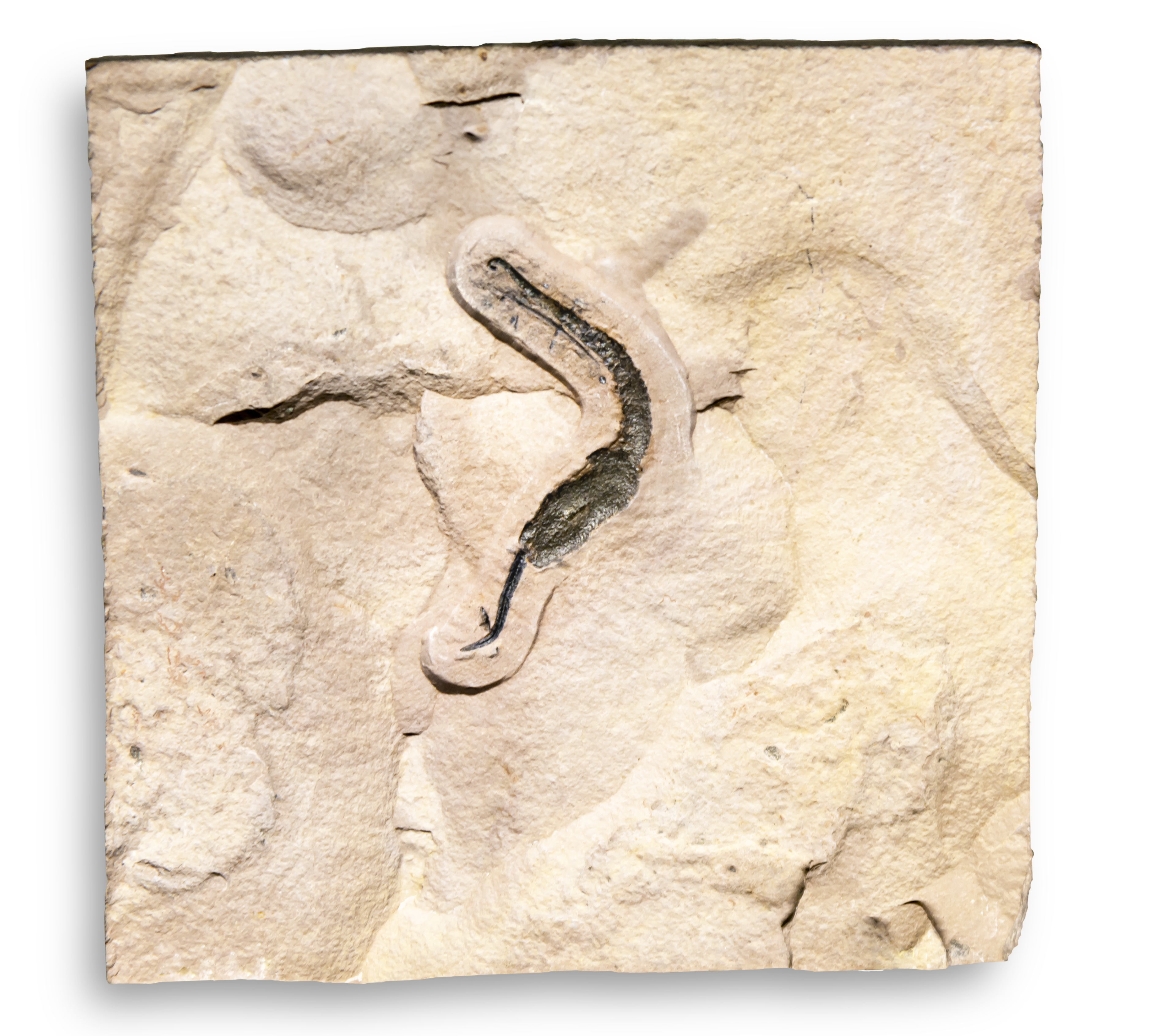
Castericystis sprinklei (Cornuta).
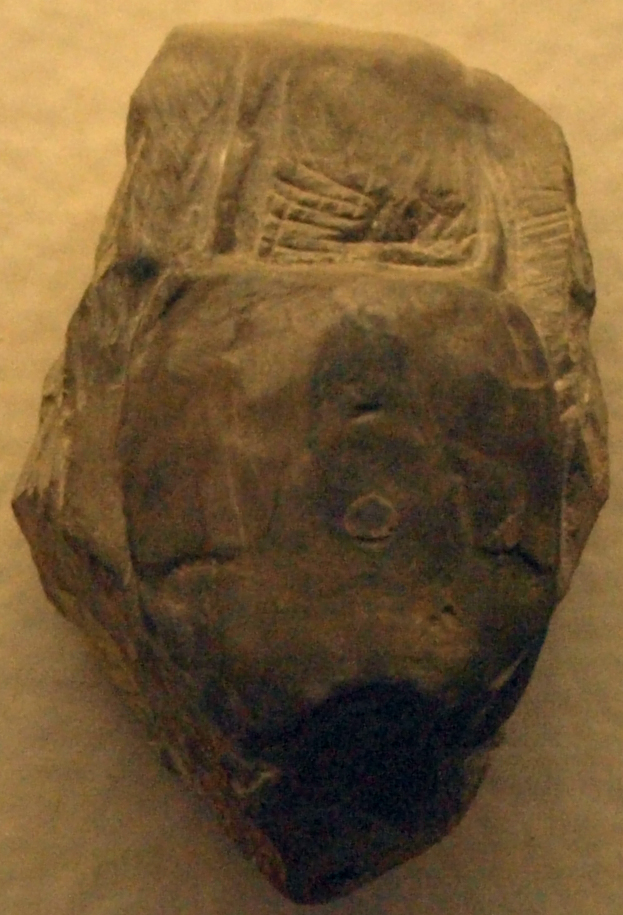
Placocystites forbesianus (Mitrata).